# Головин, Валентин Вадимович
Валентин Вадимович Головин (род. 9 декабря 1960, Ленинград) — российский филолог, фольклорист, доктор филологических наук, профессор. С 2017 года директор Института русской литературы (Пушкинский Дом) РАН.

## Биография
В 1982 году окончил Ленинградский государственный институт культуры, библиотечный факультет, кафедра книговедения. Ученик профессоров С. А. Рейсера, И. А. Шомраковой и С. А. Фомичева.
Кандидат филологических наук (1987, ЛГИК, Санкт-Петербург). Тема диссертации: «Научно-популярная книга для детей в СССР (Вопросы типологии и издания)». 1990 год — Folklore Fellow’s Summer School, Турку, Финляндия. Получил степень Ph. D. в Финляндии (Abo Akademi, 2000). Доктор филологических наук (ИРЛИ РАН, 2000). Тема диссертации: «Русская колыбельная песня: Фольклорная и литературная традиции».

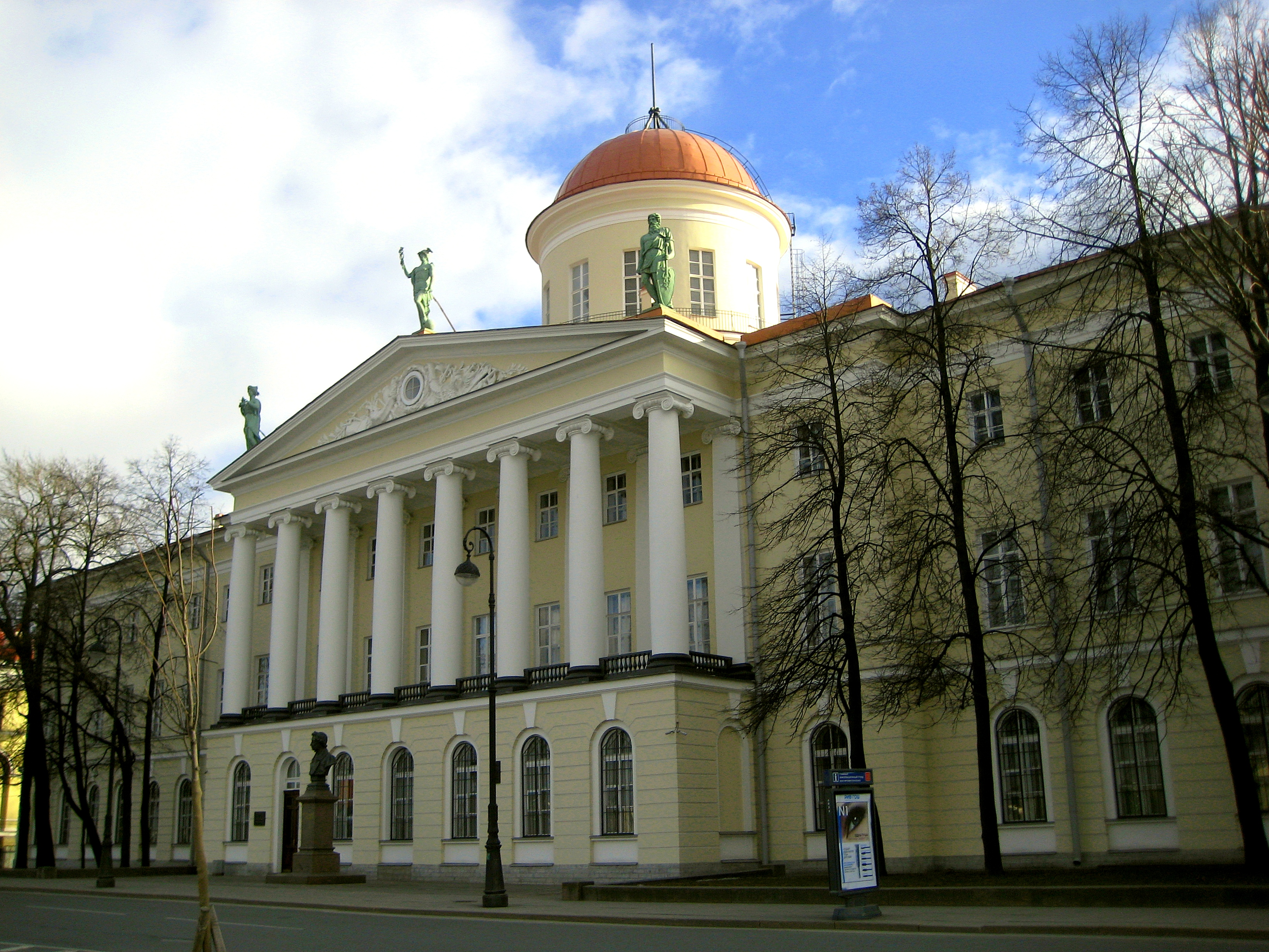
Санкт-Петербург. ИРЛИ (Пушкинский дом). Архитектор - Лукини И.Ф.

1984—2013 ассистент, доцент, профессор, заведующий кафедрой литературы и детского чтения СПбГУКИ. Проректор по научной работе СПбГУКИ, в этой должности — автор и руководитель научных и культурных проектов, поддержанных отечественными и зарубежными фондами. Выступал в качестве приглашенного лектора в Сорбонне, Краковском университете, Хельсинкском и Стокгольмском университетах. Член специализированных Советов по защите докторских диссертаций в РГПУ и Института русской литературы РАН (Пушкинский Дом).
Головин уделяет внимание организации публичных лекций, семинаров, тематических чтений на российской периферии, где имеется огромное количество культурных центров, писательских музеев, дворянских музеев-усадьб, где также ведется научная и просветительская работа, выступает по телевидению (например, программа «Час истории») и в различных интерактивных проектах.
С 2013 года — ведущий научный сотрудник, руководитель Центра исследований детской литературы Института русской литературы (Пушкинский Дом) РАН. C 2017 года В. В. Головин — директор Института русской литературы (Пушкинский Дом) РАН. Новый директор позиционирует приоритеты Пушкинского Дома как традиционную популяризацию русской культуры, но современными средствами (проект «Pushkin Digital»), широкую доступность для публики результатов исследований и междисциплинарность подходов.

## Исследования и труды
Автор свыше 150 научных трудов, в том числе монографии, изданные в Российской Федерации и за рубежом. Научный редактор более 50 изданий.
С 1980 по 2008 гг. — руководитель более 30 научных экспедиций (антропологические, этнографические, фольклорные), включая международные, на Северо-Западе РФ, Армении и Финляндии.
Монография — В. В. Головин Русская колыбельная песня в фольклоре и литературе. — Турку, 2000. — 451 c.